# Federico Nieto Becerra
Federico Félix Nieto Becerra  (Tacna, 9 de junio de 1946 - Ibídem, 10 de agosto del 2020) fue un economista, empresario y político peruano. Fue regidor de la provincia de Tacna desde 1996 hasta 1998 y diputado durante el disuelto periodo 1990-1992.

## Biografía
Federico Nieto Becerra nació en la ciudad de Tacna, el 9 de junio de 1946.
Es economista de profesión y se desempeñó como empresario.
Fue militante de Acción Popular, partido político fundado por el arquitecto Fernando Belaúnde Terry, y fue dirigente provincial en el local partidario de Tacna.
En el año 1990, Federico Nieto participó por primera vez en la política como candidato del Frente Democrático a la Cámara de Diputados del Congreso de la República en los comicios parlamentarios. Resultó elegido como diputado por Tacna para el periodo parlamentario 1990-1995, sin embargo, su cargo como diputado fue disuelto el 5 de abril de 1992 por el autogolpe de estado decretado por el presidente Alberto Fujimori. Luego, participó sin éxito en las elecciones municipales de 1993 como candidato a la alcaldía de la provincia de Tacna.
En 1995, fue elegido como regidor de la provincia de Tacna por la Lista Independiente “Tacna 2000”.
Participó en las elecciones regionales del año 2002 como candidato a la presidencia del Gobierno Regional de Tacna por el movimiento "Todos con Tacna", quedando en sexto lugar con el 6.951% de los votos.

## Fallecimiento
El 10 de agosto del 2020, Federico Nieto Becerra falleció a los 74 años en la ciudad de Tacna.